# Rivière Colombier
Ne doit pas être confondu avec Rivière Colombière.
La rivière Colombier coule vers le sud, sur la rive nord du fleuve Saint-Laurent, dans la municipalité de Colombier, dans la municipalité régionale de comté (MRC) de La Haute-Côte-Nord dans la région administrative de la Côte-Nord, dans la Province de Québec, au Canada. Elle se jette dans l'estuaire maritime du Saint-Laurent à Colombier.
La partie inférieure du bassin versant de la rivière Colombier est desservie par la route 138 qui la traverse près de son embouchure. À partir de la route 138, deux routes desservent la partie inférieure de la rivière : la rue Principale (côté est de la rivière) et le chemin du 7e Rang (côté ouest de la rivière). Le reste de la vallée est desservi par des routes forestières secondaires se reliant vers le sud à la route 138.
La surface de la rivière Colombier est habituellement gelée de la fin novembre au début avril, toutefois la circulation sécuritaire sur la glace se fait généralement de la mi-décembre à la fin mars.

## Géographie
Les principaux bassins versants voisins de la rivière Colombier sont :
- Côté nord : rivière Betsiamites, rivière Henshaw, rivière Nipi, La Petite Rivière ;
- Côté est : Ruisseau Pit-Fortin, estuaire du Saint-Laurent, baie Blanche, baie des Îlets Jérémie, Havre Colombier ;
- Côté sud : estuaire du Saint-Laurent ;
- Côté ouest : ruisseau Sirois, rivière des Petits Escoumins, rivière Blanche, lac Girouard, ruisseau MacDonald[1].

Alimentée par trois nappes d'eau, soit le Premier lac Colombier, le Deuxième lac Colombier et le Troisième lac Colombier, la rivière Colombier serpente à travers une large vallée. La rivière Colombier prend sa source à l’embouchure du Troisième lac Colombier (longueur : 2,0 km ; altitude : 184 m) en zone forestière, dans la municipalité Colombier.
À partir du Premier lac Colombier, le cours de la rivière Colombier descend sur 25,6 km d'abord en zone forestière, puis en zone agricole dans le 7e rang, selon les segments suivants :
- 3,2 km vers l'est en formant un crochet vers le nord pour traverser le Deuxième lac Colombier (longueur : 0,6 km ; altitude : 153 m) sur 0,5 km, puis en traversant le Premier lac Colombier (longueur : 1,3 km ; altitude : 147 m), sur 1,0 km, jusqu'à son embouchure ;
- 9,0 km vers le nord-est, puis le sud-est, jusqu'à un ruisseau (venant du nord-est), correspondant à un coude de rivière ;
- 8,3 km vers le sud-ouest, jusqu'au ruisseau Bouliane (venant du nord) ;
- 5,1 km vers le sud en serpentant et en coupant la route 138, jusqu'à son embouchure[1].

La rivière Colombier se déverse sur la rive nord-ouest de l'estuaire du Saint-Laurent, immédiatement à l'ouest de l'anse et du havre du même nom. Le cap Colombier lequel sépare ces deux dernières entités géographiques constitue une presqu'île de 43 m de hauteur s'avançant quelque peu dans le fleuve. La confluence de la rivière Colombier avec l'estuaire du Saint-Laurent est située à :
- 13,3 km au sud-est de la source de la rivière ;
- 23,7 km au sud-est de l'embouchure de la rivière Betsiamites ;
- 63,3 km au sud-est du centre-ville de Baie-Comeau ;
- 16,7 km au nord-est du centre-ville de Forestville ;
- 96,5 km au nord du centre du village de Tadoussac[1].

## Toponymie
Le toponyme rivière Colombier évoque l'œuvre de vie de Charles-Roger des Colombiers, commerçant de fourrures, lequel était propriétaire foncier au XVIIe siècle, à l'endroit où sont nommés en sa mémoire une anse, un cap, un havre, une île (l'île du Cap Colombier), trois lacs ainsi qu'une municipalité. Ces entités géographiques sont localisées à une soixantaine de kilomètres au sud-ouest de Baie-Comeau, dans la région administrative de la Côte-Nord. Dès 1685, des cartes de l'estuaire du Saint-Laurent indiquaient cap des Colombiers, havre des Colombiers et rivière des Colombiers. La forme rivière Colombier s'impose au XIXe siècle.
Le toponyme rivière Colombier a été officialisé le 5 décembre 1968 à la Banque des noms de lieux de la Commission de toponymie du Québec.